# Богдан Величков
Богдан Петков Величков е български учител, журналист и редактор.

## Биография
Роден е през 1864 г. в Пазарджик. Учи в родния град. Умира на 30 ноември 1897 г. в Пловдив.

## Кариера
През 1884 г. става учител в класното училище в Пазарджик. През 1891 г. е уволнен като главен учител от Министерство на народната просвета. В периода 1894 – 1897 е училищен инспектор в Пловдив. Сътрудничи на списание „Летописи" и превежда „Нощи" от Алфред де Мюсе.

### Журнализъм
Заедно с В. Т. Велчев и Г. Стефанов създава „Лъча" – първото пазарджишко „научно, литературно и обществено списание". То излиза в периода 1 ноември 1891 – 15 октомври 1892.
Редактор е на вестник „Прогрес" (1892 – 1894). Изданието обединява опозицията срещу управлението на Стефан Стамболов.